# Solenocera burukovskyi
Solenocera burukovskyi is een tienpotigensoort uit de familie van de Solenoceridae. De wetenschappelijke naam van de soort is voor het eerst geldig gepubliceerd in 1993 door Timofeev.